# Klöverröta
Klöverröta (Sclerotinia trifoliorum) är en svampart som beskrevs av Erikss. 1880. Klöverröta ingår i släktet Sclerotinia och familjen Sclerotiniaceae. Arten är reproducerande i Sverige.

## Underarter
Arten delas in i följande underarter:
- fabae
- minor

## Källor

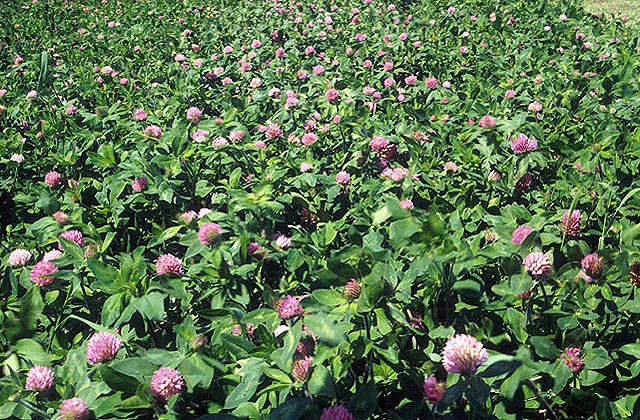